# 青柳隆志
青柳 隆志（あおやぎ たかし、1961年（昭和36年）8月17日 - ）は、日本の国文学者、元声優。東京成徳大学教授。星と森披講学習会講師。父は千葉大学名誉教授の青柳雅計。妻は東京成徳大学子ども学部准教授の青柳祐美子。
ディズニーキャラクターのミッキーマウスの元専属声優。

## 来歴・人物
千葉県千葉市出身。千葉大学教育学部卒業。千葉大学大学院教育学研究科修士課程修了。
筑波大学大学院文芸・言語研究科各国文学専攻修士課程修了。
1989年（平成元年）、東京成徳短期大学にて国文科講師に就任。同大学助教授を経て、2002年（平成14年）より東京成徳大学人文学部教授に就任。
東京成徳大学では人文学部教授を務め、2019年（令和元年）より人文学部長兼日本伝統文化学科長。2023年（令和5年）、同学部廃止により国際学部国際学科教授に就任。
1999年（平成11年）度・第17回志田延義賞（日本歌謡学会）、2001年（平成13年）度・第19回田邊尚雄賞（東洋音楽学会）をそれぞれ受賞。
2004年（平成16年）、三笠宮崇仁親王、崇仁親王妃百合子に和歌披講を奉呈。
2006年（平成18年）、早稲田大学文学部にて「和歌披講」を大学のカリキュラムとして初めて実践し、披講が芸術科目の一つとして成立することを実証。
専門は漢詩文の朗詠。和歌およびその周辺要素の研究にも取り組んでおり、平安朝の和歌・歌謡を専攻する傍らで平安装束についても研究している。
1991年から2018年まで27年にわたり、副業として、ディズニーのキャラクター・ミッキーマウスの日本語版声優を専属で務めていた。2018年7月以降は降板し、後任には声優の星野貴紀が起用された。
2021年には自身のTwitterにて、2018年7月1日に脳梗塞を発症していたことを明かした。
なお、ミッキーマウス役を降板した際はエリック・ゴールドバーグによるミッキーの色紙がディズニーから贈られており、そこには以下のメッセージが綴られた。
Dear Mr.Aoyagi

It's been so much fun talking with you over the years!
Together, We've put smiles on a whole lot of faces!
I sure am gonna miss you!
—Your PAL, Mickey Mouse
(and your friends at Disney Character Voices International)、
親愛なる青柳さん
長い間、あなたとお話しすることができて本当に楽しかったです！
僕たちは一緒に、たくさんの人に笑顔を届けてきましたよね！
あなたがいなくなって、僕は寂しいよ⋯！—あなたのPAL・ミッキーマウス
（ディズニー・キャラクター・ボイス・インターナショナルの仲間たち）、

## 著作

### 著書

#### 単著
- 『日本朗詠史 研究篇』笠間書院、1999年2月。ISBN 9784305701930。
- 『日本朗詠史 年表篇』笠間書院、2001年2月。ISBN 9784305702272。

#### 監修
- 岡田崇花『えんぴつでなぞる・CDで歌える百人一首 手習い・耳習いで覚えられる!!』ナツメ社、2007年11月。ISBN 9784816344022。

#### 共著
- 日本文化財団編 編『和歌を歌う 歌会始と和歌披講 CDブック』笠間書院、2005年9月。ISBN 9784305702944。

### 論文
- 「「朗詠」という語について ―中国詩文から『和漢朗詠集』へ―」『中古文学』第47巻、中古文学会、1991年5月、61-70頁、NAID 130007610503。
- 「『朗詠集』に見えない朗詠曲 「朗詠譜本」の十曲」『筑波大学平家部会論集』第3号、筑波大学平家部会、1992年3月、21-36頁、NAID 110000526525。
- 「心喪と朗詠」『中古文学』第52巻、中古文学会、1993年11月、21-30頁、NAID 130007651058。
- 「朗詠における禁忌 「雲」の朗詠をめぐって」『筑波大学平家部会論集』第4号、筑波大学平家部会、1994年7月、2-14頁、NAID 110000526528。
- 「中世の「朗詠」 ―『ニ水記』を中心として―」『中世文学』第46巻、中世文学会、2001年6月、53-62頁、NAID 130006341105。
- 「後崇光院と朗詠」『日本文学』第53巻第7号、日本文学協会、2004年7月、32-41頁、NAID 110009896854。
- 「披講作法点描」『文彩』第2号、熊本県立大学文学部、2006年3月、11-17頁、NAID 120006477414。
- 「大永二年綾小路資能筆和歌披講譜をめぐって」『中世文学』第53巻、中世文学会、2008年6月、49-57頁、NAID 130006341276。
- 「山本啓介著『詠歌としての和歌 和歌会作法・字余り歌 ――付<翻刻>和歌会作法書――』」『日本文学』第58巻第6号、日本文学協会、2009年6月、56-57頁、NAID 110010027767。

## 声優活動
※太字は主役・メインキャラクター。

### 吹き替え
- ディズニー 各作品（1991年 - 2018年、ミッキーマウス）※BVHE版2代目

### ゲーム
- キングダム ハーツ シリーズ（2002年 - 2019年、王様） - 12作品[注 1]
- Kinect: ディズニーランド・アドベンチャーズ（2011年、ミッキーマウス）
- ディズニー エピックミッキー2:二つの力（2013年、ミッキーマウス）

### その他のコンテンツ
- 東京ディズニーリゾート（ミッキーマウス）